# Uriel Moreno "El Zapata"
Uriel Moreno "El Zapata" (Emiliano Zapata, Tlaxcala, 21 de diciembre de 1974) es un torero mexicano. Actualmente reside en la ciudad de Apizaco.

## Biografía
Tomó la alternativa en la ciudad de Puebla el 11 de mayo de 1996 compartiendo cartel con los matadores Eloy Cavazos y Miguel Espinoza con toros de la ganadería de Reyes Huerta. Confirmó la alternativa en Plaza México el 26 de diciembre de 1996, siendo su padrino Rafael Ortega y de testigo Uceda Leal con toros de Huichapan. En enero de 2008 logró su primera puerta grande en Plaza México, triunfo que ha conseguido en seis ocasiones. Encabezó el escalafón taurino de México en 2011 y 2012.
Entre sus últimos triunfos señalar las puerta grande en Aguascalientes (2022).